# Iglesia católica en Paraguay
La Iglesia católica está presente en Paraguay, país en el que hay aproximadamente 5 700 000 de católicos, que representan aproximadamente un 89% del total de la población.

## Historia
La evangelización de Paraguay comenzó en 1542. La primera diócesis fue erigida en 1548, aunque no fue ocupada hasta 1556. 
En Asunción se estableció el primer episcopado de la cuenca del Río de la Plata por auspicios del Emperador Carlos V y con la bula del Papa Paulo III "Super Specula Militantis Ecclesiae" del 1 de julio de 1547, con la que se creó el "Episcopatum Paraguariensis". El primer Obispo del Paraguay fue Fray Juan de los Barrios, consagrado en España el 10 de enero de 1548. Sin embargo, por peripecias propias de la época, no logró tomar posesión de su obispado y terminó ejerciendo en Colombia. El primer Obispo del Paraguay que se estableció en Asunción (la sede diocesana) fue Don Pedro Fernández de la Torre, quien ejerció la diócesis entre 1556-1573. El Obispado de Paraguay era sufragáneo del Virreinato de Perú.
En 1609 los jesuitas llegaron al país y establecieron reducciones de indios, un sistema de evangelización organizado en comunidades donde se enseñaba agricultura, ganadería y comercio. El gobierno español empezó a recelar de esas comunidades al sospechar que podrían ser una amenaza al régimen colonial. Se mantuvieron hasta 1768 que el Imperio español finalmente expulsó a los jesuitas de Latinoamérica. Después de la independencia de Paraguay en 1810-1811, el nuevo gobierno heredó el "Patronato Regio" de los Borbones y lo siguió usando hasta 1870.
A causa de la Revolución Comunera de Paraguay, el Obispado de Asunción perdió su primacía en la región del Río de la Plata como castigo por la rebelión.
El Primer Obispo luego de la Independencia del Paraguay fue Don Pedro García de Panés, quien gobernó bajo el estricto "Patronato Regio" que heredó el Dr. José Gaspar Rodríguez de Francia (quien, si bien fue severo en su administración de los bienes de la Iglesia, no rompió con el Papado ni creó una "Iglesia Nacional", contrariamente a lo que se cree). Panés falleció a finales de 1838, siendo un venerable anciano que sufría de los achacos de su edad, poco antes de la muerte del Dr. Francia en 1840.
Roma no perdió el tiempo y en 1842 el Fray Basilio López fue el primer Obispo de Paraguay, nombrado por el Papa Gregorio XVI, posteriormente a la Independencia (García de Panés había asumido antes de 1810-1811 su cargo). Don Basilio, hermano de Carlos Antonio López, fue confirmado y consagrado Obispo en 1845 en Cuiabá.
Tras la Guerra de la Triple Alianza el Paraguay sufrió una catástrofe demográfica que también afectó a los prelados y sacerdotes. El Obispo Manuel Antonio Palacios fue acusado de ser cómplice de la conspiración de 1868 contra la vida del Mariscal Francisco Solano López y sometido a un tribunal eclesiástico dirigido por el R.P. Fidel Maíz, quien lo condenó a muerte. Palacios fue despojado de su autoridad episcopal (en Paraguay seguía existiendo el "Patronato Regio") y fusilado en diciembre de 1868, poco antes de la Batalla de Lomas Valentinas. Fidel Maíz, considerado por el Papado como responsable de la muerte del ex Obispo, fue excomulgado en 1870, aunque posteriormente rehabilitado.
La sede paraguaya quedó vacante desde 1869 hasta 1929. En 1929 fue restablecida la Provincia Eclesiástica del Paraguay, con el Arzobispado de Asunción como sede y con las diócesis de Villarrica y Concepción como primeras sufragáneas. El primer Arzobispo de Asunción fue Don Juan Sinforiano Bogarín.

## Jurisdicciones eclesiásticas
Las jurisdicciones eclesiásticas de la Iglesia católica en Paraguay se encuentran organizadas en una provincia eclesiástica, conformada por una arquidiócesis metropolitana y 11 diócesis, existiendo además 2 vicariatos apostólicos y un ordinariato militar. Los obispos de todas estas jurisdicciones integran la Conferencia Episcopal Paraguaya. El listado de obispos y jurisdicciones se encuentra actualizado a 2 de junio de 2019.

### Provincia eclesiástica de la Santísima Asunción
| Nombre                                        | Líder                                                       | Número de fieles | Fecha de erección    | Mapa de localización |
| --------------------------------------------- | ----------------------------------------------------------- | ---------------- | -------------------- | -------------------- |
| Arquidiócesis de Asunción                     | Arzobispo metropolitano, Cardenal Adalberto Martínez Florez | 1 350 000        | 1 de julio de 1547   |                      |
| Diócesis de Benjamín Aceval                   | Obispo Amancio Francisco Benítez Candia                     | 83 100           | 28 de junio de 1980  |                      |
| Diócesis de Caacupé                           | Obispo Ricardo Jorge Valenzuela                             | 230 125          | 29 de marzo de 1966  |                      |
| Diócesis de Carapeguá                         | Obispo Celestino Ocampo Gaona                               | 206 000          | 20 de agosto de 1978 |                      |
| Diócesis de Ciudad del Este                   | Obispo [Pedro Collar Noguera]                               | 590 000          | 10 de julio de 1993  |                      |
| Diócesis de Concepción en Paraguay            | Obispo Miguel Ángel Cabello Almada                          | 347 900          | 1 de mayo de 1929    |                      |
| Diócesis de Coronel Oviedo                    | Obispo Juan Bautista Gavilán Velásquez                      | 415.000          | 6 de marzo de 1976   |                      |
| Diócesis de Encarnación                       | Obispo Francisco Javier Pistilli Scorzara                   | 430 137          | 19 de abril de 1990  |                      |
| Diócesis de San Juan Bautista de las Misiones | Obispo [[]]                                                 | 198 000          | 19 de enero de 1957  |                      |
| Diócesis de San Lorenzo                       | Obispo Joaquín Hermes Robledo Romero                        | 713 136          | 18 de mayo de 2000   |                      |
| Diócesis de San Pedro                         | Obispo Pierre Laurent Jubinville                            | 350 000          | 5 de junio de 1978   |                      |
| Diócesis de Villarrica del Espíritu Santo     | Obispo [.....],                                             | 293 500          | 1 de mayo de 1929    |                      |

|Diócesis de Canindeyú
|Obispo [Roberto Carlos Zacarías López]
|10 de febrero de 2024

### Inmediatamente sujetas a la Santa Sede
El ordinariato militar tiene jurisdicción personal sobre los fieles pertenecientes a las Fuerzas Armadas y a Policía Nacional del Paraguay.
| Nombre                                                             | Líder | Número de fieles | Fecha de erección   | Mapa de localización |
| ------------------------------------------------------------------ | --- | ---------------- | ------------------- | -------------------- |
| Vicariato apostólico del Chaco Paraguayo                           | Vicario apostólico obispo titular de Media Gabriel Narciso Escobar Ayala                                   | 21 000           | 11 de marzo de 1948 |                      |
| Vicariato apostólico de Pilcomayo                                  | Vicario apostólico obispo titular de Tubyza Lucio Alfert                                                   | 41 400           | 11 de marzo de 1948 |                      |
| Obispado de las Fuerzas Armadas y la Policía Nacional del Paraguay | Administrador apostólico Adalberto Martínez Flores, obispo de la diócesis de Villarrica del Espíritu Santo |                  | 21 de junio de 1986 |                      |

## Otras jurisdicciones que no forman parte de la Conferencia Episcopal Paraguaya
En Paraguay los obispos de la arquidiócesis metropolitana, de las 11 diócesis y 2 vicariatos apostólicos son ordinarios territoriales de rito latino con jurisdicción propia sobre los fieles de las Iglesias orientales católicas, a excepción de los armenios. En la arquidiócesis de Asunción existe la parroquia personal San Charbel para los fieles de la Iglesia católica maronita.
Los fieles de la Iglesia greco-católica ucraniana integran las jurisdicciones latinas pero están pastoralmente bajo el cuidado de un visitador apostólico para Uruguay, Paraguay, Chile y Venezuela, que es el eparca de la eparquía ucraniana de Santa María del Patrocinio en Buenos Aires, Daniel Kozelinski Netto. En la diócesis de Encarnación tienen la parroquia personal Presentación de la Virgen María en el Templo de la ciudad de Encarnación.
Los fieles de la Iglesia católica armenia dependen del exarcado apostólico armenio de América Latina y México, cuya jurisdicción se extiende sobre toda Latinoamérica, excepto Argentina. Su exarca apostólico es el obispo Pablo León Hakimian, eparca de la eparquía armenia de San Gregorio de Narek en Buenos Aires.
El clero incardinado en la prelatura de la Santa Cruz y Opus Dei depende de la Región del Plata, circunscripción compuesta por Paraguay, Bolivia, Uruguay y Argentina. El vicario de la delegación de Paraguay es el Pbro. Víctor Urrestarazu.